# سو هات
«سو هات» (انگلیسی: So Hot) ترانه‌ای از واندر گرلز، گروه دخترانه اهل کره جنوبی است. این ترانه در ابتدا در ۲۲ مه ۲۰۰۹ برای دانلود دیجیتالی منتشر شد. سپس، آلبوم تک‌آهنگ با عنوان سو هات (سومین پروژه) در ۳ ژوئن ۲۰۰۸ منتشر شد. این تک‌آهنگ فوراً به یک موفقیت تبدیل شد و خیلی سریع به جایگاه شماره یک در جدول‌های موسیقی کره جنوبی دست یافت و همچنین برای چهار هفتهٔ متوالی در صدر جدول هفتگی آهنگ‌های محبوب ملون قرار گرفت.